# Сафроновская (Вологодская область)
Сафроновская — деревня в Верховажском районе Вологодской области.
Входит в состав Сибирского сельского поселения, с точки зрения административно-территориального деления — в Сибирский сельсовет.
Расстояние по автодороге до районного центра Верховажья — 42,4 км, до центра муниципального образования Елисеевской — 11,4 км. Ближайшие населённые пункты — Харитоновская, Сакулинская, Ворониха.
По переписи 2002 года население — 15 человек.